# Manderen
Manderen foi uma antiga comuna francesa na região administrativa de Grande Leste, no departamento de Mosela. Estendia-se por uma área de 8,92 km². Em 2010 a comuna tinha 609 habitantes (densidade: 68,3 hab./km²).
Em 1 de janeiro de 2019, ela foi inserida no território da nova comuna de Manderen-Ritzing.